# Rik Van Nutter
Rik Van Nutter, pseudonimo di Frederick Allen Nutter (Los Angeles, 1º maggio 1929 – West Palm Beach, 15 ottobre 2005), è stato un attore e imprenditore statunitense.
Apparso in molti film minori, soprattutto italiani, e nel film di James Bond Agente 007 - Thunderball (Operazione tuono), utilizzò pure il nome di scena Clyde Rogers.

## Biografia
Location manager residente alle Hawaii, compie un viaggio lavorativo in Africa e nel ritorno deve fermarsi a Roma. Decide di rimanervi, e gli viene chiesto di recitare una parte nel primo film italiano a cui sta lavorando. Inizia così una carriera attoriale.
Diventa poi conosciuto per aver interpretato la terza versione di Felix Leiter nel film Agente 007 - Thunderball (Operazione tuono) (1965). Ha anche un ruolo al fianco di Peter Ustinov in Giulietta e Romanoff (1968).
Altri suoi film successivi includono Woo fook (1977) con Henry Silva e Vonetta McGee e l'avventuroso Pacific Inferno (1979), ambientato durante la seconda guerra mondiale, al fianco di Jim Brown.
Van Nutter è morto il 15 ottobre 2005 all'età di 76 anni.

## Vita privata
Van Nutter fu sposato con l'attrice cinematografica Anita Ekberg dal 1963 al 1975. Vissero in Spagna e Svizzera e avviarono un'attività di navigazione insieme.

## Filmografia
- Guardatele ma non toccatele, regia di Mario Mattoli (1959)
- Tempi duri per i vampiri, regia di Steno (1959)
- Space men, regia di Antonio Margheriti (1960)
- Risate di gioia, regia di Mario Monicelli (1960)
- A noi piace freddo...!, regia di Steno (1960)
- Giulietta e Romanoff (Romanoff and Juliet), regia di Peter Ustinov (1961)
- Tharus figlio di Attila, regia di Roberto Bianchi Montero (1962)
- La rivincita di Ivanhoe, regia di Tanio Boccia (1965)
- Sette ore di fuoco (Aventuras del Oeste), regia di Joaquín Luis Romero Marchent (1965)
- Agente 007 - Thunderball: Operazione tuono (Thunderball), regia di Terence Young (1965)
- Un colpo da mille miliardi, regia di Paolo Heusch (1966)
- Joe l'implacabile, regia di Antonio Margheriti (1967)
- Woo fook, regia di Po-Chih Leong e Terence Young (1977)
- Pacific Inferno regia di Nonong Rasca (1979)